# Aquaterraves
Aquaterraves es un clado propuesto de aves, ubicado en la base de la radiación de Neoaves, como grupo hermano de Telluraves. El estudio de 2024 que recuperó este clado reveló que incluye dos ramas con un fuerte apoyo: Aequorlitornithes (que incluye las aves acuáticas en el linaje Aequornithes y sus parientes) y la recién establecida Litusilvanae (que reúne a Charadriiformes, Gruiformes y Caprimulgimorphae), así como una tercera rama que incluye a Columbiformes y taxones relacionados que han tenido una posición inestable en estudios filogenómicos previos.

## Historia evolutiva
Se estima que la divergencia de Aquaterraves de Telluraves ocurrió hace unos 87 millones de años, mientras que la división de Aquaterraves en sí se estimó en 81 millones de años.